# Idioten (träningsövning)
Idioten är en träningsövning som nyttjas i de flesta idrotter för att träna kondition, acceleration, fotarbete samt vändningar.
Övningen går till på följande sätt: Person nummer 1 börjar med att springa till första vändningsmärket, vänder där och tar sig tillbaka till utgångspunkten, vänder där för att fortsätta till andra vändningsmärket, vänder åter och tillbaka till utgångspunkten, fortsätter till nästa vändningmärke och så håller övningen på tills person nummer 1 har varit och vänt vid samtliga vändningsmärken och sprungit "som en idiot" (brukar vara lagom med cirka 4-6 stycken) och åter tagit sig till utgångspunkten där person nummer 1 växlar över till person nummer 2 som nu gör likadant som person nummer 1 och så vidare. Man kan även dela upp laget i fler små grupper som tävlar mot varandra för att få in lite mer tävling i själva övningen.